# 颅果草属
颅果草属（学名：Craniospermum）是紫草科下的一个属，为多年生、被灰毛、矮小草本植物。该属共有约4种，分布于亚洲温带地区。